# Jeannie (serie animada)
Jeannie es una serie de dibujos animados de 30 minutos de duración, creada y producida por la compañía de animación Hanna-Barbera Productions en asociación con Screen Gems. La historia está lejanamente basada en la serie de comedia de situación de los años 60 Mi bella genio. Se estrenó en Estados Unidos el 8 de septiembre de 1973, y duró una temporada de 16 episodios, hasta el 30 de agosto de 1975 a través de la cadena americana CBS.
Jeannie fue distribuida por la compañía Screen Gems, y retransmitida años después de su creación. Su emisión mundial la tuvo a partir del 1 de junio del año 2003 a las 10:00 a. m., gracias al canal de cable Boomerang, en la que continuó transmitiéndose en distintos horarios. Luego del cambio de imagen y renovación de dicho canal, Jeannie pasó a ser vista a las 2:30 de la madrugada, durante el bloque de clásicos en el mes de abril del año 2006.

## Argumento
Corey es un adolescente promedio que vive en California. La vida le ha dado todo lo que podría pedir: una madre cariñosa, una linda casa, un mejor amigo que siempre está ahí para cuando lo necesita, y una nueva y flamante motocicleta. Su físico le hace atractivo para muchas de las chicas de la escuela a la que asiste, en la cual cursa el quinto año de secundaria, y en la cual tiene excelentes calificaciones. Por supuesto, su popularidad le hace ser envidiado y ganar enemigos, siendo el principal de ellos el presumido ricachón Lamposín Muchaplata, que no desaprovecha la menor oportunidad para molestarlo y regodearse ante él con su lujoso automóvil y su éxito con las chicas. Sin embargo, a Corey no le importa mucho esto, pues vive sin problemas ni preocupaciones disfrutando de la vida.
Poco sabía Corey lo que le esperaba al ir una calurosa tarde a la playa, donde cuando puede practicar su deporte favorito: el surf. Luego de sufrir una dolorosa caída surfeando, Corey divisa una botella de apariencia inusual sobre la arena, y al destaparla, mágicamente de ella emerge una hermosa genio adolescente llamada Jeannie. Tras esta sorprendente aparición, de la botella emerge otro genio, compañero de Jeannie, llamado Babú. En agradecimiento por haberla liberado, Corey se convierte en el nuevo amo de Jeannie, y ella cumplirá todos sus deseos. Así, él y su mejor amigo Henry se ven forzados a vivir con Jeannie y también con el torpe y corpulento Babú, que es aprendiz de genio.
A partir de ese día la vida de Corey cambiaría para siempre, pues desde entonces debe evitar que otra persona, además de él y Henry se enteren de la existencia de Jeannie. Pero no es solo eso: Jeannie se ha enamorado de Corey, por lo que no duda en hacer fracasar cualquier cita o plan que este tenga con otras chicas. Así, Corey vive tratando de llevar la vida de un adolescente común y corriente, e intentando que los celos de su genio y las torpezas de Babú no interfieran con sus deseos. Sin embargo, algunas veces las cosas no serán tan fáciles como parecen, pues Jeannie con sus poderes mágicos, puede provocar serios problemas, y no bastará solo con desearlo para que Corey logre salir de ellos.
El 15 de septiembre de 1973, Jeannie, Corey, Babú y Henry aparecieron como estrellas invitadas en el episodio "Scooby-Doo conoce a Jeannie", de la serie Las nuevas películas de Scooby-Doo, en el cual ayudaban a Scooby y sus amigos a resolver un misterioso caso relacionado con un mago llamado Yadal. Cuatro años más tarde, Babú apareció solo como integrante del equipo de "los Super de Scooby-Doo", en la serie Las olimpiadas de la risa. En el principio, se pensaba incluir a Jeannie y al grupo de Josie y sus gatimelódicas también en dicho equipo, pero esto no se llegó a dar, debido a problemas legales con el sucesor de Screen Gems, Columbia Pictures Television: Babú era propiedad de Hanna-Barbera, pero Columbia Pictures poseía los derechos de la imagen de Jeannie. En el año 1977, los episodios de Jeannie fueron serializados y presentados de lunes a viernes junto al programa Picapiedra y compañía. Años más tarde, la serie fue mostrada dentro del bloque infantil USA Cartoon Express, a través de la cadena norteamericana USA Network. Dicho bloque estaba conformado también por muchas otras estrellas de Hanna-Barbera, tales como Huckleberry Hound, Los Picapiedra, Mandibulín, Pulgarcito, investigador privado, Capitán Cavernícola y los ángeles adolescentes, Ases del peligro, Los Pitufos, Loopy de Loop, Scooby-Doo, El superveloz Buggy Buggy, Sansón y Goliat y muchos otros.
Debido a sus conexiones con la ya antes mencionada serie Mi bella genio, Jeannie es uno de los dos únicos programas producidos por Hanna-Barbera que son propiedad absoluta del predecesor de Screen Gems, Sony Pictures Television desde que la compañía fue vendida a Taft Broadcasting en 1967. La otra serie es La familia Partridge en el año 2200, debido a estar basada en la serie La familia Partridge. Actualmente, ambas series le pertenecen a la subdivisión de Sony Pictures, Adelaide Productions.
Como muchos programas producidos por Hanna-Barbera durante esa época, Jeannie contó con música original de fondo y su propio tema principal, gracias al músico Hoyt S. Curtin.

## Personajes
Algunos personajes de esta serie son:
- Jeannie: La protagonista, una preciosa genio de edad adolescente, de carácter travieso, dulce, alegre y, sobre todo, celosa. A diferencia de la genio rubia de la serie Mi bella genio (interpretada por Barbara Eden), Jeannie es una genio pelirroja con un peinado de cola de caballo. Jeannie podía usar sus poderes mágicos cruzando sus brazos y agitando o moviendo su cola de caballo, en lugar de pestañear con sus ojos. La fuente de sus poderes radicaba en su cola de caballo, por lo que si se le cortase el cabello los perdería. A lo largo de la serie, se nos muestra que Jeannie es capaz de hablar con los animales, a los que les pide ayuda para arruinar los encuentros de Corey. De personalidad curiosa y astuta, Jeannie no dudará en causarle muchos problemas a su amo si lo ve en compañía de otra chica. Ella está enamorada de Corey. Interpretada por la actriz estadounidense Julie McWhirter.
- Corey Anders: De buen ver, atlético y sobre todo, optimista. Es el amo de Jeannie y su protector. Su espíritu aventurero y su entusiasmo le hacen perfectos para participar en todo tipo de eventos y ser uno de los chicos más populares de su escuela, a pesar de no tener dinero. Quiere muchísimo a Jeannie, pero se enoja con ella cuando le estropea los planes. Corey posee también un gran sentido de lo que es bueno y lo que no lo es: En algunas ocasiones, Jeannie se ofrece a ayudarlo con su magia, especialmente cuando se trata de ganar en competencias, pero Corey se niega ya que considera esto como algo incorrecto. Otra de sus características es la de responsabilizarse por sus actos, y por supuesto, por los de su genio. Los eternos problemas que esta le ocasiona al no dejarle ver a otras chicas le hacen comprender que tener una genio no es tan bueno como parece y, por el contrario, puede ser bastante peligroso. Fue interpretado por el entonces no tan conocido actor Mark Hamill, quien se hizo famoso con su papel del personaje Luke Skywalker en la famosa saga de ciencia ficción La guerra de las galaxias.
- Henry Glopp: El mejor amigo de Corey, de carácter amigable y leal. Su personalidad contrasta perfectamente con la de Corey, ya que mientras Corey es entusiasta y siempre ve el lado bueno de las cosas, Henry suele ser más realista con los problemas, aunque a veces tiende a dar buenas ideas para salir de apuros. Aparte de Corey, él es la única otra persona que sabe de la existencia de Jeannie y Babú. Cada vez que esta se aparece, Henry suele asustarse y exclamar: "¡Jeannie, recuerda que soy cardiaco!". Interpretado por Bob Hastings.
- Babú: El torpe y cobarde compañero de Jeannie, un aprendiz de genio que ella tiene a su cargo y al que le enseña como usar sus poderes mágicos. Según lo dicho por la misma Jeannie, Babú ha estado tratando de convertirse en genio de primera clase durante más de 15000 años. Sin embargo, este cómico genio no ha logrado aún perfeccionar sus poderes, ya que a menudo ocasiona desastres al tratar de ayudar. La personalidad de Babú es algo ingenua y a la vez tierna y adorable, de carácter algo infantil y de buen corazón. Sus palabras mágicas eran: "¡Wonfa Infláuder, Dan Spishishan!" (en inglés "Yapple Dapple"), las cuales pronunciaba moviendo las manos. Babú solía molestar a todo al que conocía, debido a que se ponía tan nervioso que no podía controlar sus poderes. Jeannie, con solo mover su cabello, reparaba cada problema que ocasionaba su aprendiz. En la versión original, fue interpretado por el comediante y ex-estrella de los tres chiflados Joe Besser, mientras que en la versión en español fue interpretado por el famoso actor mexicano Víctor Alcocer.
- El gran Hadji, amo de todos los genios: Sabio y mítico, es un anciano que vive en una región lejana que queda en el Este. Jeannie es su genio predilecto y la más querida y buena de sus hijas, por lo que le concede todo lo que ella le pide. Sin embargo, no soporta las torpezas que Babú le ocasiona, por lo que siempre le dice a Jeannie que se deshaga de él. En la versión original, fue interpretado por John Stephenson, y en el doblaje al español por Jorge Arvizu.
- La señora Anders: La madre de Corey, una mujer algo despistada y desconfiada de su hijo. Considera a Henry como parte de la familia, pero desconoce totalmente de la existencia de Jeannie, pese a vivir en la misma casa. Interpretada por la actriz Janet Waldo.

## Episodios
1. El concurso de surf (Surf's Up): Corey participará con su pareja Aggie en el concurso de surf del sábado. Jeannie se pone celosa e intenta separarlos por todos los medios, hasta que se entera de la existencia de un examen de matemáticas que Corey debe aprobar. En caso de no aprobarlo o de que se perdiera el examen, Corey tendría que darlo el sábado y no podría ir al concurso, por lo que Jeannie desaparece el examen. Aggie cambia a Corey y se va con Lamposín Muchaplata (quien a cambio le regala una tabla de surf con su nombre), por lo cual Corey decide tomar a Jeannie como su pareja. Jeannie recupera la hoja del examen, pero Babú la hace desaparecer, así que Jeannie le pide a Babú que finja ser Corey en el concurso mientras ella busca el examen. Jeannie logra encontrarlo y lleva a Corey en un accidentado viaje hasta la playa, donde los dos ganan la competencia sin ayuda de magia. Emitido el 8 de septiembre de 1973.
2. La prueba del decatlón (The Decathlon): Corey y Henry entrenan y se ejercitan para el decatlón, una competencia deportiva contra la academia militarizada "El cañonazo", representada por Lamposín Muchaplata. Jeannie decide ayudar a Corey a pasar todas las pruebas y lo nominan para participar. Babú accidentalmente le cuenta a Corey que Jeannie lo estuvo ayudando con su magia, por lo que Corey se enoja con ella y decide renunciar. Pero al ver a Lamposín presumiendo y seguro de su victoria, Corey cambia de opinión y Jeannie le ofrece ayudarlo a ganar pero sin magia. Entonces los lleva al museo de la ciudad, donde les da vida a algunos héroes griegos (entre ellos Hércules y Mercurio, el mensajero de los dioses) para que entrenen a Corey y así darle la confianza que necesita. El día del decatlón, Jeannie frustra las trampas de Lamposín y Corey logra ganar. Emitido el 15 de septiembre de 1973.
3. Jeannie y el nuevo maestro de Ski (The Great Ski Robbery): Corey y Henry se van a trabajar al Norte para pagar su primer año en la universidad, y planean patinar sobre hielo con lindas chicas, así que engañan a Jeannie diciéndole que se van al Sur y que el sol le arruinaría la piel si los acompañara. Sin embargo, Corey y Henry no la pasan bien cocinando en el restaurante del señor Cascarrabias, y para colmo Jeannie se aparece pensando que su amo había tomado otro trabajo a último momento para sorprenderla. Corey aprovecha la ayuda que Jeannie les ofrece y se escapa a esquiar con una chica llamada Virginia, pero Jeannie, llena de celos se aparece y le echa a perder su paseo. El señor Cascarrabias se entera de esto y los despide. Entonces, Jeannie se disfraza de la Maharajá de un país lejano, y le pide al señor Cascarrabias que Corey sea su nuevo maestro de esquí. De pronto aparecen unos ladrones y se roban una corona que iba a ser entregada a la reina del carnaval de invierno, y Corey y Henry los persiguen y logran capturarlos. El señor Cascarrabias los vuelve a contratar, y le asigna a Jeannie un nuevo instructor. Ahora es el turno de Corey de ponerse celoso. Emitido el 22 de septiembre de 1973.
4. Un curso de supervivencia (Survival Course): Corey y Henry planean irse a un viaje al bosque en el grupo de la Fauna y la Flora, puesto que en ese grupo habría muchas chicas, pero la celosa Jeannie cambia sus firmas y los dos se ven forzados a asistir a un duro curso de supervivencia en el bosque. Corey hace lo posible para encontrar comida usando métodos primitivos y rechaza la ayuda de Jeannie, pero esta los ayuda sin que se den cuenta. Por la noche, Jeannie les da una lujosa tienda de campaña, pero Corey le vuelve a decir que no la necesita, así que ella desaparece sin llevarse la tienda. El entrenador los descubre y, al día siguiente, les prepara una prueba: deben encontrar el camino de regreso al campamento a las 3:00 p. m. o no aprobarán el curso. Ya que Corey le ordenó no ayudar, Jeannie envía a Babú para que lo haga, y como lo esperábamos, la idea es un fracaso. Sin embargo, los accidentes los llevan hacia el río en el que habían pescado el día anterior, y después de navegar y meterse en un remolino, logran llegar a tiempo y aprobar. Finalmente, Babu le pregunta a Jeannie si "un genio podría estar en dos lugares a la vez". Jeannie dice que no. Babu se da cuenta de que cometió un error y sale corriendo. Jeannie luego se da cuenta de que Babu se ha confundido con una mofeta apestosa. Jeannie anuncia su propio escape, luego hace una mueca apestosa, se tapa la nariz y desaparece. La mofeta demuestra que no entendió nada. Emitido el 29 de septiembre de 1973.
5. Jeannie pierde sus poderes (The Power Failure): Corey y Henry admiran a Darlene Connway, reina del rally de motocicletas en el que van a participar. Jeannie se pone celosa y decide tomar la motocicleta de su amo e ir a un salón de belleza para verse igual a ella. Al llegar, Jeannie desaparece la motocicleta y entra al salón, pero el estilista le corta la cola de caballo sin darle tiempo de decirle que no lo haga. Así, Jeannie se convierte en una simple chica y no puede hacer aparecer la motocicleta. Babú intenta hacer crecer su cabello, y luego hacer aparecer otra motocicleta, pero todo falla. Jeannie decide entonces enviarlo a buscar a Hadgi, el amo de todos los genios para que le devuelva su cola de caballo. Corey y Henry van a la escuela, pero Jeannie los sigue y los mete en problemas. Hadgi la saca de ahí y le devuelve su cola de caballo. Jeannie recupera la motocicleta y Corey gana el rally, pero pierde la oportunidad de besar a Darlene Connway, gracias a la intervención de Jeannie. Emitido el 6 de octubre de 1973.
6. El secuestro de Fiffy (The Dognappers): Corey y Henry trabajan cuidando perros para ganar dinero, y dejan a una valiosa perrita llamada Fiffy al cuidado de Jeannie y Babú. Sin embargo, una banda de robaperros logra raptarla. Después de que Corey y Henry fueran confundidos con los ladrones y encarcelados, logran salir y les siguen la pista a los ladrones hasta su guarida, donde con ayuda de Jeannie y de los otros perros logran capturarlos. Emitido el 13 de octubre de 1973.
7. La paloma mensajera (The Pigeon): Corey y Henry van a competir contra Lamposín Muchaplata con su campeón Max en la carrera de palomos, pero descubren que Max en realidad era una paloma y tenía familia, por lo que le será imposible participar. Jeannie entonces sugiere entrenar a Marvin, un palomo miedoso y débil para la carrera. Al principio, Marvin se asusta con las pruebas de vuelo que hacen y escapa, pero al ser encontrado Jeannie continúa entrenándolo y enseñándole como volar. Contra todos los pronósticos, Marvin logra volar y guiarse correctamente, pero el sábado en la carrera, Lamposín hace trampa como siempre. Por suerte, Marvin logra superar los obstáculos y ganar, justo a tiempo para ver el nacimiento de su hijo con Maxine. Emitido el 20 de octubre de 1973.
8. Helena de Troya (Helen of Troy): Henry va a la biblioteca a estudiar para un concurso sobre famosas figuras de la humanidad. Henry ha escogido al rey Arturo y Corey a Helena de Troya, pero Jeannie convence a Corey de que aún hay tiempo para entregar el trabajo, así que los dos se van a jugar golf sin preocuparse de nada. Al día siguiente, Henry le dice que cerraron la biblioteca por una semana, así que Corey ya no podrá documentarse para hacer el trabajo. Jeannie se siente culpable así que trae a la mismísima Helena de Troya al siglo XX. Corey la conoce y se siente atraído por su hermosura, y comienza a pasar tiempo con ella invitándola a salir. Jeannie se pone celosa e intenta por todos los medios separarlos, pero sin éxito. Helena convence a Corey para que se vaya a Troya con ella, así que Jeannie decide darle una lección a su amo, haciendo que en la Antigua Grecia todos maltraten a Corey y él no pueda disfrutar de la lujosa vida que imaginó. Corey se disculpa con Jeannie y vuelven a su tiempo, tras lo cual él hace su trabajo basado en lo que vio en su viaje a Troya, por lo que es descalificado y obligado a hacer el trabajo otra vez. Emitido el 27 de octubre de 1973.
9. Los marineros (The Sailors): Corey y Henry preparan su bote, el Pájaro Groovy para ganar contra Lamposín en la regata del sábado. Su compañera será Barbie, una de las chicas más hermosas de su escuela, pero Jeannie con su magia logra espantar a Barbie y convertirse en la compañera de Corey. Después de casi ser descalificados de la regata, Jeannie, Corey y Henry logran ganarles a Lamposín y a Barbie en la carrera de botes, devolviéndoles sus trampas con ayuda de un amigo de Jeannie, Samour el delfín. Emitido el 3 de noviembre de 1973.
10. El pequeño espía (The Kid Brother): Corey se va a estudiar a la casa de su amiga Linda, mientras ella cuida de su inquieto e imaginativo hermano Billy, de nueve años. Jeannie, llena de celos y curiosidad, va a espiarlos, pero Billy la descubre y se entera de que Corey es el amo de Jeannie. A lo largo del episodio, Billy intenta probarle en vano a todo el mundo que Jeannie existe, hasta que la misma Jeannie decide solucionar el problema: se le aparece a Billy explicándole que no puede cumplir sus deseos debido a que siempre dice mentiras, y por eso nadie le cree cuando dice la verdad. Luego le explica que es importante que nadie se entere de su existencia, y le regala una rosa para que la guarde, diciéndole que mientras él la cuide con amor y verdad, permanecerá viva y hermosa. Billy promete no olvidarse de ella, y Jeannie desaparece. Babú luego se le aparece a Linda por accidente, y ella, pensando que Corey no le cree, se va y lo deja. Emitido el 10 de noviembre de 1973.
11. La cita a ciegas (The Blind Date): Henry le pide de favor a Corey que acompañe a su prima Bunny a la feria. Al conocer a Bunny, Corey se da cuenta de que es hermosa y comienza a enamorarla. En la feria, Babú se divierte mientras Jeannie se muere de celos e intenta separarlos. Corey se da cuenta y la envía a su botella, tras lo cual Bunny lo deja y se va con otro. Mientras tanto en la casa, la madre de Corey se topa con la botella de Jeannie y, pensando que no sirve, se la da a un ropavejero para que la lleve a una planta de reciclo. Después de intentar escapar de un pájaro, la botella (con Jeannie dentro) cae a las alcantarillas y luego al mar, para después volver a las manos del ropavejero. Mientras tanto, después de llegar a casa arrepentido por haber enviado a Jeannie a su botella, Corey y Henry van a sacarla y descubren que ha desaparecido, así que ellos y Babú siguen las instrucciones de la despistada madre de Corey, y deben encontrarla pronto, pues si alguien más destapa la botella, esa persona se convertirá en el nuevo amo de Jeannie. Después de que Babú los llevara a Arabia, a un avión en pleno vuelo, y al interior de una mina, Corey y Henry logran llegar a la planta de reciclo y rescatar a Jeannie en el último momento. Al llegar a casa, Corey destapa la botella, y así Jeannie está a salvo una vez más. Emitido el 17 de noviembre de 1973.
12. El comercial (The Commercial): Corey y Henry intentan ganar dinero para pagarse la universidad, así que Jeannie, con ayuda de su magia, hace que Corey gane un concurso cuyo premio es una beca para la universidad que el ganador elija. Todo lo que Corey tiene que hacer es filmar un comercial para un producto llamado la "Melcocha Turquesa", junto con la bella Lolly Lorie, su coestrella. Jeannie se pone celosa e intenta que Corey no haga el comercial, y le hace enojar tanto que le provoca un severo ataque de hipo. Jeannie descubre la manera de deshacerse de la presumida Lolly: curarle el hipo a Corey haciéndole comer cebollas. Lolly se va y Jeannie se convierte en la nueva estrella del comercial. Emitido el 24 de noviembre de 1973.
13. Don Juan 74 (Don Juan): Corey y Henry planean invitar chicas a la fiesta de disfraces del sábado. Henry es demasiado tímido para pedirle a una chica llamada Lisa que vaya con él. Jeannie arroja un encanto sobre Henry que lo hace irresistible, y le hace ganar la atención de todas las chicas a su alrededor. Pronto, Henry se acostumbra a su repentina popularidad y Corey no está muy contento, ya que la chica con la que pensaba ir, se fue con Henry. Jeannie intenta resolver las cosas, pero la noche del baile la cita de Corey vuelve a dejarlo. Jeannie entonces decide quitarle el hechizo a Henry y él baila con Lisa, quien quiso estar con él desde el principio.Y para el deleite de Jeannie, ella baila con Corey. Luego se inclina sobre Corey y él sigue siendo romántico y le da una sonrisa agradecida. Emitido el 1 de diciembre de 1973.
14. Visita canina (The Dog): El gran Hadji convoca a Jeannie, y le pide que cuide de su mágica perra Salomé mientras él se toma unas vacaciones. Salomé le toma cariño a Corey, e interfiere con la cita que este tenía con una muchacha llamada Betsy. Jeannie intenta alejar a Salomé, pero la perrita rompe la taza de oro de Hadji, y este, enojado, convierte a Corey en perro. Corey y Salomé son llevados a la perrera, pero Salomé libera a Corey y a los otros perros, por lo que los dos son enviados a la milicia para que se comporten. Jeannie engaña a Hadji para que devuelva a Corey a su forma normal. Emitido el 8 de diciembre de 1973.
15. Babú el malasuerte (The Jinx): Después de ocasionar muchos accidentes, Babú se culpa a sí mismo creyendo que es un genio de mala suerte, por lo que decide huir de la casa llevándose la botella de Jeannie consigo. El gran Hadgi quiere celebrar que al fin Babú no le dé más problemas, pero Jeannie le suplica que la ayude a encontrarlo. Corey, Henry y Jeannie siguen el rastro de Babú hasta que lo encuentran en el bosque, y este acepta regresar, pero les dice que si pasa una sola cosa mala más, él se irá para siempre. Jeannie lo vigila y con su magia corrige todos sus errores, hasta que Babú se convence de que no es un genio de mala suerte. Finalmente, Babu gana tanta confianza después de que Jeannie le hace creer que arregló la motocicleta de Corey que dice que ayudará a Corey y Henry todo el tiempo. Se agitan, Henry se escapa y Corey llama a Jeannie. Jeannie, también agitada, se tapa la cabeza con las manos y cae resueltamente en una nube. Emitido el 15 de diciembre de 1973.
16. El deseo de cumpleaños (The Wish): Henry observa que su mejor amigo es excelente en los deportes y tiene suerte con las chicas. Jeannie le regala un deseo por su cumpleaños, y Henry pide ser Corey por un día. Jeannie lo concede y los dos cambian de cuerpos, sin acordarse que Corey tenía una cita esa noche. Pronto no solo la cita de Corey, si no también todos los demás empiezan a notar que algo extraño sucede, y al final, Henry aprende que llevar la vida de Corey no es nada fácil. Emitido el 22 de diciembre de 1973.

## Créditos de producción
- Producción ejecutiva: William Hanna y Joseph Barbera.
- Supervisor técnico: Frank Paiker.
- Diseñador de producción: Bob Singer.
- Animación: Bill Keil, Ed Barge, Lars Calonius, George Kreisl, Margaret Nichols, Don Patterson, Oliver Callahan, Harry Holt, Rae McSpadden, Ed Parks, Dick Thompson.
- Dirección de guion: Don Christensen, George Gordon, Mike Kawaguchi, George Singer, Steve Clark, Jan Green, Earl Klein, Paul Sommer, John E. Walker.
- Voces de: Gay Autterson, Joe Besser, Indira Dirks, Bob Hastings, Sherry Jackson, Don Messick, Ginny Tyler, Julie Bennett,  Tommy Cook,  Mark Hamill, Tina Holland,  Julie McWhirter, Hal Smith, Judy Strangis, Vincent Van Patten,  Janet Waldo.
- Diseño de personajes: Takashi Masunaga.
- Diseño: Terry Slade, Roman Arambula, Homer Jonas, Sukhdev Dail, Don Morgan.
- Artistas de fondo: F. Montealegre, Fernando Arce.
- Fondos: Lorraine Andrina, Sheila Brown, Al Rudnick.
- Títulos: Iraj Paran.
- Tinta y pintura: Billie Kerns.
- Dirección de sonido: Richard Olson, Bill Getty.
- Supervisor musical: Paul DeKorte.
- Editor musical: Pat Foley.
- Supervisor de edición de montaje: Larry Cowan.
- Edición de efectos: Earl Bennett, Joe Sandusky.
- Consultor de negativos: William E. DeBoer.
- Cámara: George Epperson, Ron Jackson, Curtis Hall, Dennis Weaver.
- Una producción de Hanna-Barbera: ©Copyright 1973 Columbia Pictures Industries, Inc & Hanna-Barbera Productions, Inc.